# Giuseppe Bologna
Giuseppe Bologna (Napoli, 1634 – Napoli, 2 agosto 1697) è stato un arcivescovo cattolico italiano.
Cavaliere napoletano, fu prima arcivescovo metropolita di Benevento dal 1674 al 1680 e poi di Capua, per 5 anni, dal 25 marzo 1692 al 1697.